# Podział administracyjny Królestwa Polskiego

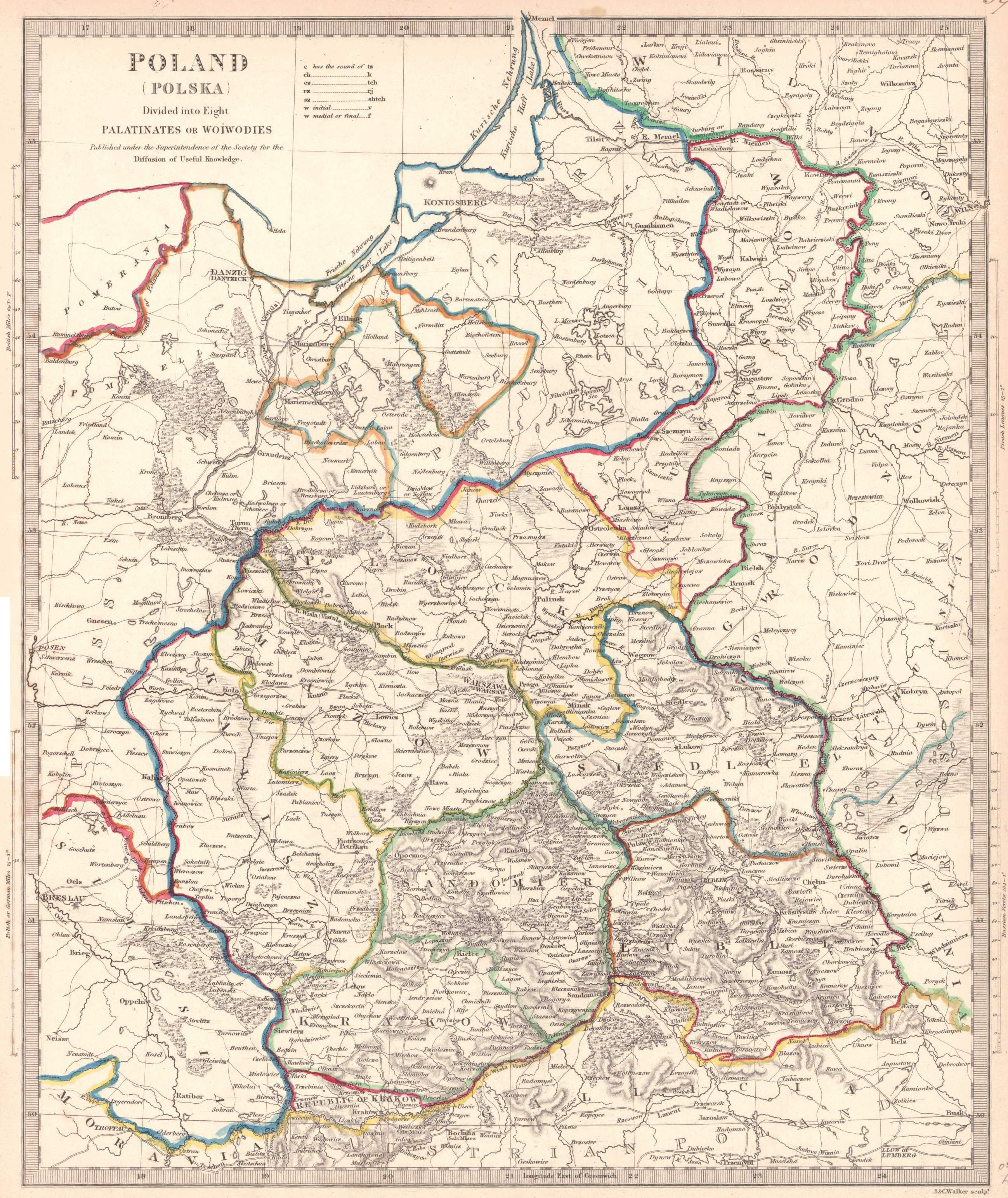
Podział administracyjny Królestwa Polskiego w 1831 r. Mapa historyczna. Podział odpowiada okresowi z lat 1816–1844

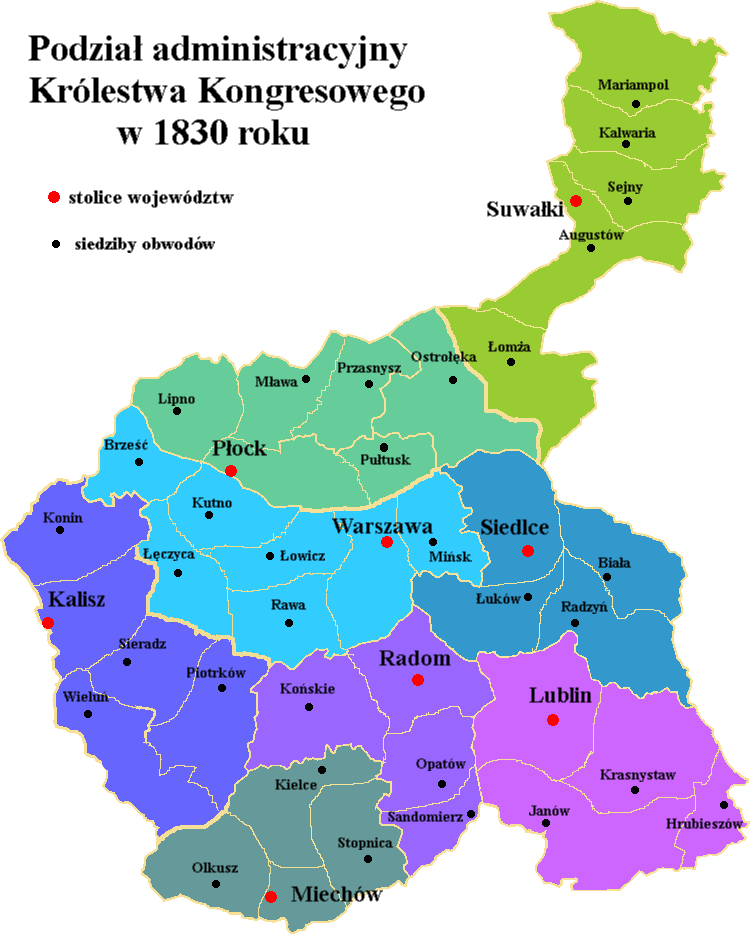
Podział administracyjny Królestwa Kongresowego w 1830 roku. Podział odpowiada okresowi z lat 1816–1844. Obwody dzieliły się dalej na powiaty.

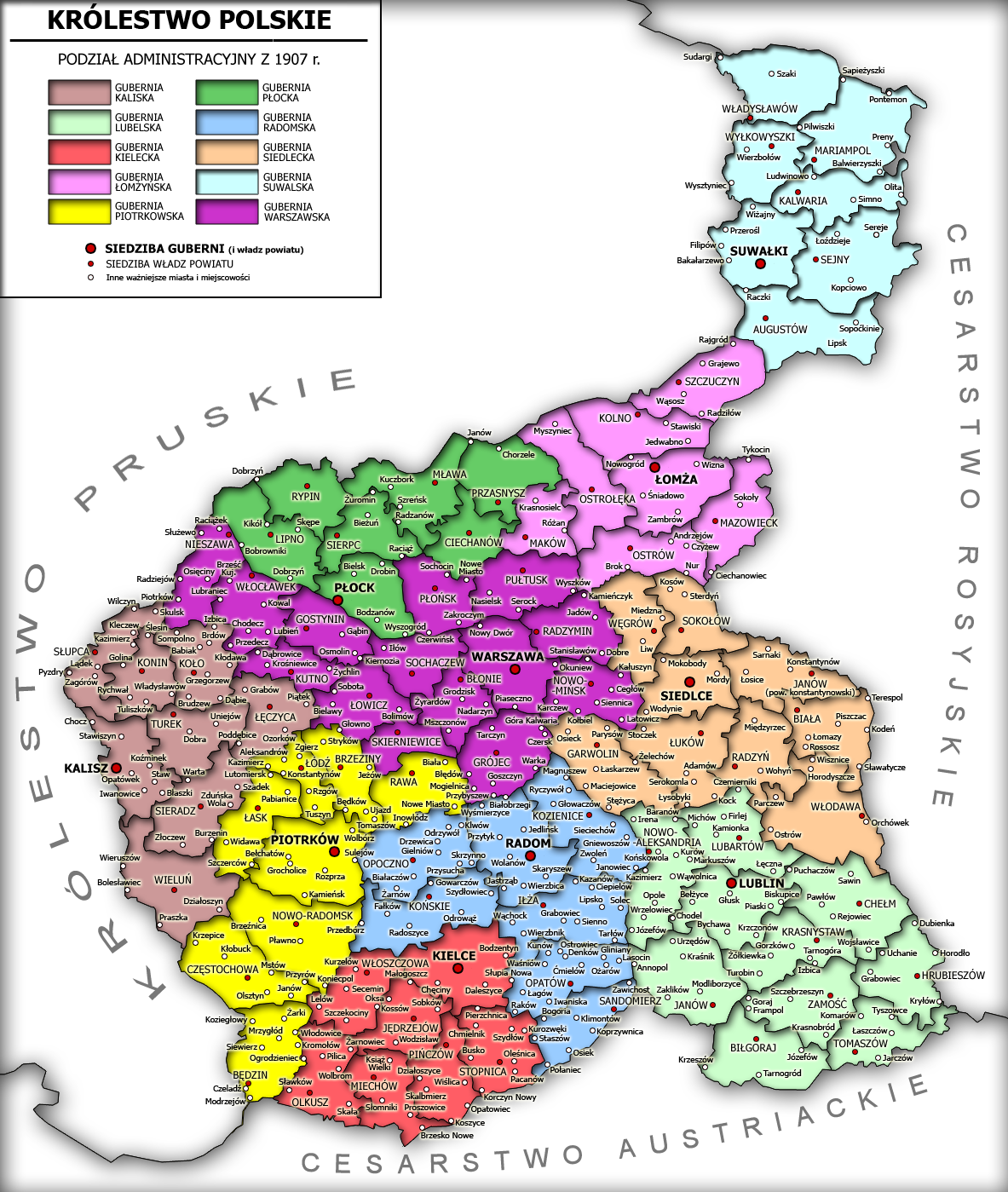
Podział administracyjny Królestwa Polskiego w 1907 r. Podział z niewielkimi wyjątkami jest reprezentatywny dla lat 1867–1914

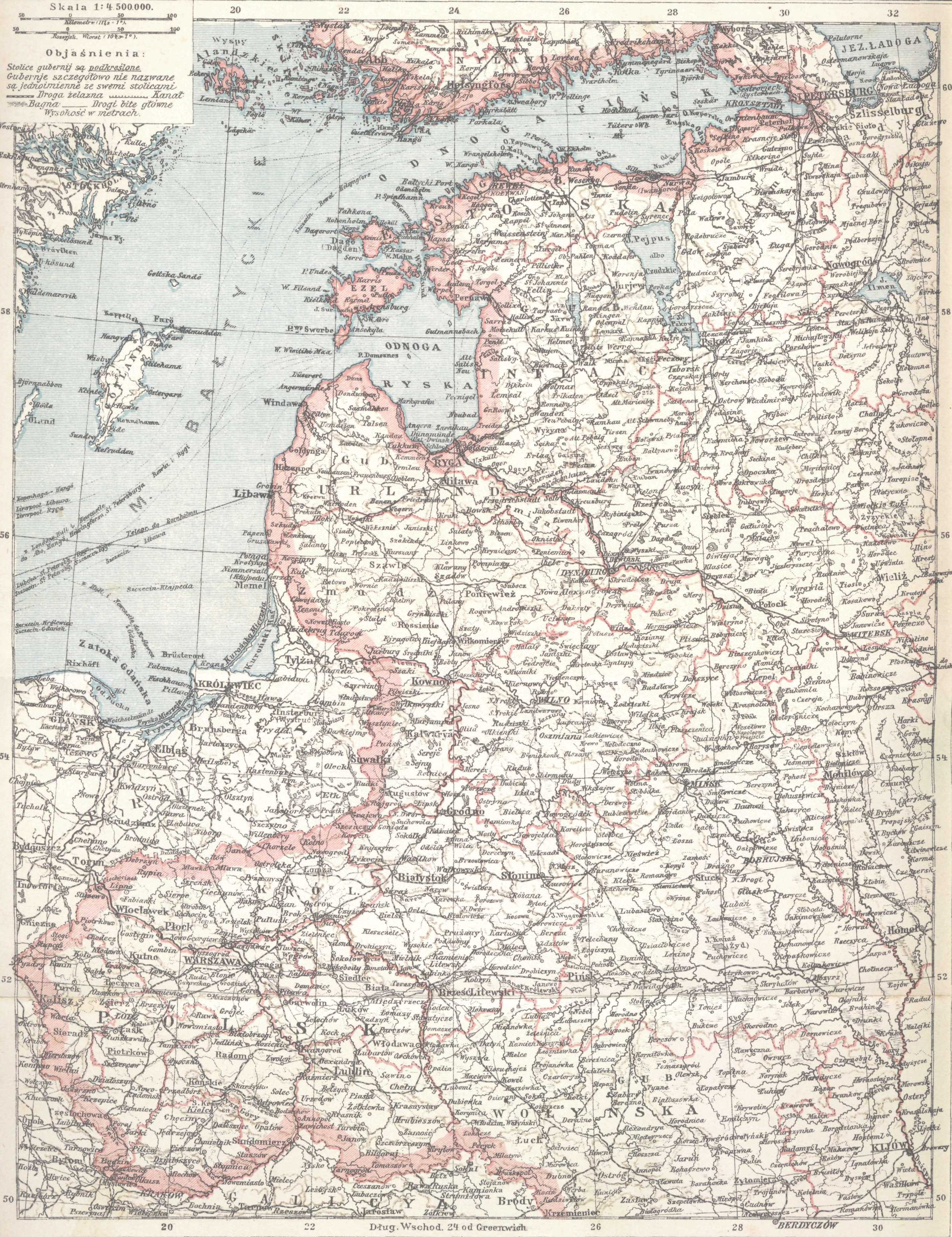
Gubernie zachodnie i Królestwo Polskie w 1902 r. Mapa historyczna.

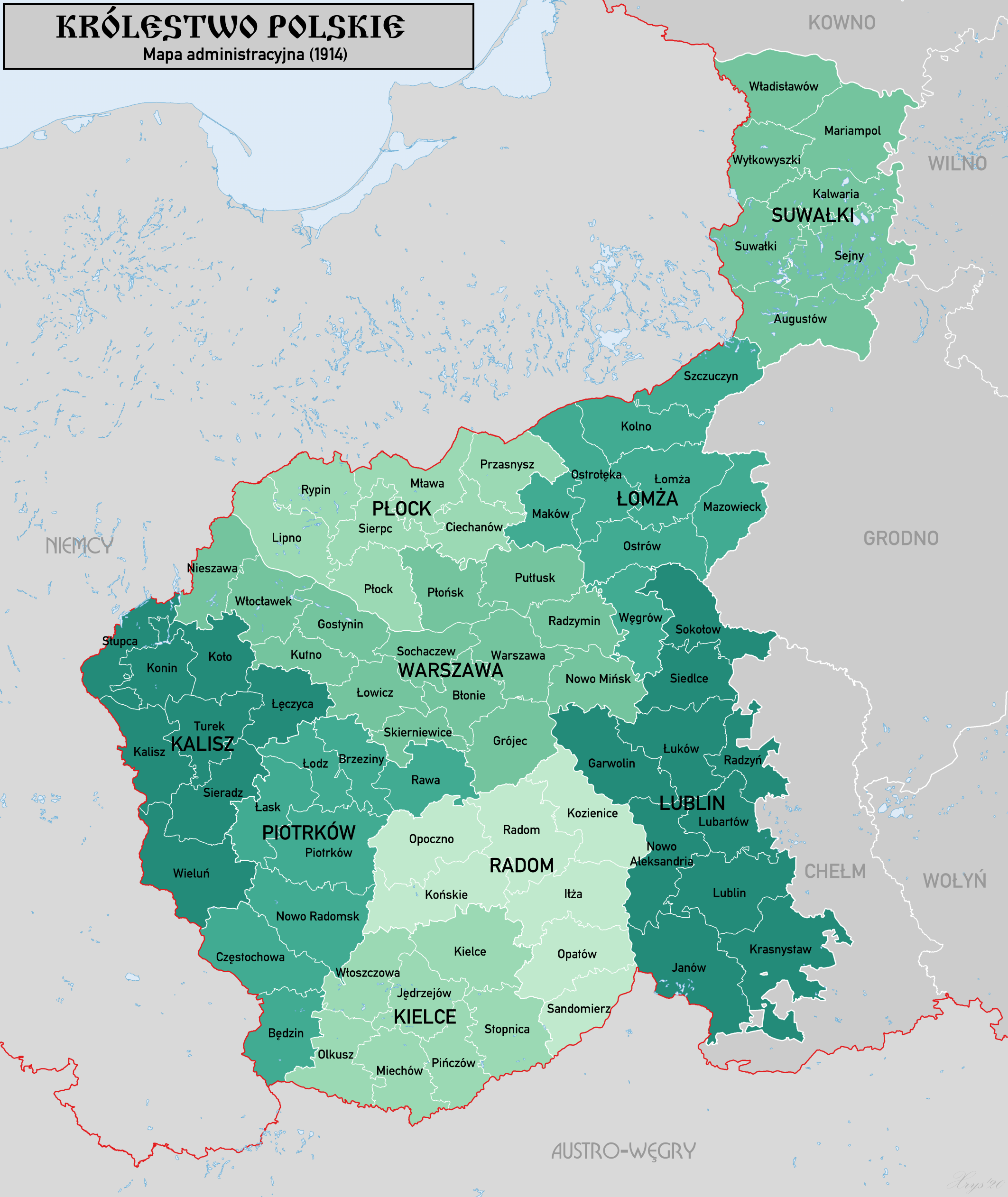
Podział administracyjny Królestwa Polskiego w 1914 r. (w rzeczywistości ukazany jest stan po 30 marca 1915 r., kiedy to wydzielono gubernię chełmską)

Podział administracyjny Królestwa Polskiego w latach 1815–1918.

## Historia

### 1815–1816
W latach 1815–1816 na terytorium Królestwa Polskiego w większości zachowano podział administracyjny Księstwa Warszawskiego; państwo było podzielone na 8 departamentów:
- departament kaliski
- departament krakowski
- departament lubelski
- departament łomżyński
- departament płocki
- departament radomski
- departament siedlecki
- departament warszawski

### 1816–1837
Od 1816 na 8 województw, a te na obwody i powiaty:
- województwo augustowskie (ze stolicą w Suwałkach)
- województwo kaliskie
- województwo krakowskie (ze stolicą w Miechowie, a potem w Kielcach)
- województwo lubelskie
- województwo mazowieckie (ze stolicą w Warszawie)
- województwo płockie
- województwo podlaskie (ze stolicą w Siedlcach)
- województwo sandomierskie (ze stolicą w Radomiu)

### 1837
7 marca 1837 Królestwo zostało podzielone na 8 guberni:
- augustowską (ze stolicą w Suwałkach)
- kaliską
- krakowską (ze stolicą w Kielcach), od 15 czerwca 1841 kielecką
- lubelską
- mazowiecką (ze stolicą w Warszawie)
- płocką
- podlaską (ze stolicą w Siedlcach)
- sandomierską (ze stolicą w Radomiu)

### 1842
W 1842 na mocy ukazu z 11 października obwody zamieniono na powiaty, a dotychczasowe powiaty na okręgi sądowe.

### 1845
Reforma z 21 sierpnia 1844 roku zniosła część guberni, łącząc je z innymi, przez co liczba guberni spadła. Poza tym zmieniono nazwę kilku innych. Od 1 stycznia 1845 roku Królestwo dzieliło się na gubernie:
- augustowską (w dotychczasowym kształcie)
- lubelską (z połączenia dawnej lubelskiej i podlaskiej)
- płocką (w dotychczasowym kształcie)
- radomską (z połączenia dawnej kieleckiej i sandomierskiej)
- warszawską (z połączenia dawnej mazowieckiej i kaliskiej)

### 1863
W czasie powstania styczniowego Rząd Narodowy dnia 28 marca 1863 r. ogłosił Regulamin władz administracyjnych w byłym Królestwie Kongresowym. Według regulaminu byłe Królestwo Kongresowe dzieliło się na osiem województw w granicach z 1816 r. oraz trzydzieści dziewięć powiatów. Rozdzielono i uniezależniono od siebie władze cywilne i wojskowe. Wzajemne stosunki między władzami cywilnymi i wojskowymi regulował dekret Rządu Narodowego z 23 VI 1863 r.

### 1867
Kolejna reforma z 1867 roku ponownie podzieliła większe gubernie na mniejsze. Przywrócenie stanu sprzed 1844 roku nie było proste – nastąpiły bowiem w stosunku do niej pewne korekty w przynależności niektórych powiatów. Ponadto z guberni augustowskiej wydzielono gubernię łomżyńską, a pozostałą część przemianowano na gubernię suwalską. Z guberni radomskiej wydzielono nową gubernię – kielecką. Wydzielono też gubernię piotrkowską kosztem warszawskiej i radomskiej. Liczba guberni wzrosła do 10:
- kaliska
- kielecka
- lubelska
- łomżyńska
- piotrkowska
- płocka
- radomska
- siedlecka
- suwalska
- warszawską

Oprócz tego, tworzono nowy szczebel administracji – gminy.

### 1893
Mała reforma w 1893 roku powiększyła gubernię warszawską kosztem płockiej i łomżyńskiej.

### 1912
Reformą z 1912 utworzono gubernię chełmską z części guberni siedleckiej i lubelskiej. Jednocześnie gubernia siedlecka została zlikwidowana. Gubernię chełmską wyłączono w 1915 roku ze składu Kraju Nadwiślańskiego, przyłączając do Rosji.

### 1915
Po pokonaniu Rosji państwa centralne podzieliły okupowane terytorium Królestwa Polskiego na dwie strefy: niemiecką i austriacką. W strefie austriackiej utworzono z dniem 1 września 1915 r. Generalne Gubernatorstwo z siedzibą najpierw w Kielcach, potem w Lublinie, a w strefie niemieckiej utworzono z dniem 8 września 1915 r. Generalne Gubernatorstwo Warszawskie. W skład Królestwa Polskiego nie weszły gubernia suwalska i powiaty włodawski, radzyński, bialski i konstantynowski z guberni siedleckiej.
Na terenie obu generalnych gubernatorstw zniesiono podział na gubernie, lecz zachowano podział na powiaty. Na terenie Generalnego Gubernatorstwa Lubelskiego zniesiono zmiany granic spowodowane utworzeniem guberni chełmskiej.

## Podział administracyjny z 1816
Zachowujący (z małymi zmianami) granice powiatów z okresu Księstwa Warszawskiego, wprowadzony dekretem namiestnika Królestwa Polskiego gen. Józefa Zajączka z 16 stycznia 1816:
- województwo augustowskie ze stolicą w Suwałkach – 5 obwodów, 7 powiatów
  - obwód augustowski
    - powiat dąbrowski z siedzibą w Suwałkach
    - powiat biebrzański z siedzibą w Szczuczynie

  - obwód kalwaryjski
    - powiat kalwaryjski

  - obwód łomżyński
    - powiat łomżyński
    - powiat tykociński

  - obwód mariampolski
    - powiat mariampolski

  - obwód sejneński
    - powiat sejneński
- województwo kaliskie – 5 obwodów, 11 powiatów
  - obwód kaliski
    - powiat kaliski
    - powiat warciański

  - obwód koniński
    - powiat koniński
    - powiat pyzdrski (z części dawnego pyzdrskiego i powidzkiego)

  - obwód sieradzki
    - powiat sieradzki
    - powiat szadkowski

  - obwód wieluński
    - powiat częstochowski
    - powiat ostrzeszowski z siedzibą w Wieruszowie
    - powiat wieluński

  - obwód piotrkowski
    - powiat piotrkowski
    - powiat radomszczański
- województwo krakowskie z tymczasową siedzibą w Miechowie, od 6 grudnia 1816 ze stolicą w Kielcach – 4 obwody, 10 powiatów
  - obwód kielecki
    - powiat kielecki
    - powiat jędrzejowski

  - obwód miechowski
    - powiat krakowski (z części dawnego krakowskiego i hebdowskiego), z siedzibą w Hebdowie, od 30 grudnia 1842 okręg proszowicki
    - powiat miechowski
    - powiat skalmierski

  - obwód olkuski
    - powiat lelowski z siedzibą w Żarkach
    - powiat olkuski
    - powiat pilicki

  - obwód stopnicki
    - powiat stopnicki
    - powiat szydłowski
- województwo lubelskie – 4 obwody, 10 powiatów
  - obwód hrubieszowski
    - powiat hrubieszowski
    - powiat tomaszowski

  - obwód krasnostawski
    - powiat chełmski
    - powiat krasnostawski

  - obwód lubelski
    - powiat lubartowski
    - powiat lubelski
    - powiat kaźmierski

  - obwód zamojski z siedzibą w Janowie
    - powiat kraśnicki
    - powiat tarnogrodzki
    - powiat zamojski
- województwo mazowieckie ze stolicą  w Warszawie – 7 obwodów, 15 powiatów
  - obwód gostyniński z siedzibą w Kutnie
    - powiat gostyniński z siedzibą w Gąbinie
    - powiat orłowski z siedzibą w Kutnie

  - obwód kujawski z siedzibą we Włocławku (od 12 stycznia 1830 do 16 sierpnia 1836 siedziba w Brześciu)
    - powiat brzeski
    - powiat kowalski
    - powiat radziejowski

  - obwód łęczycki
    - powiat łęczycki
    - powiat zgierski z siedzibą w Piątku

  - obwód rawski
    - powiat brzeziński z siedzibą w Strykowie
    - powiat rawski

  - obwód sochaczewski z siedzibą w Łowiczu
    - powiat sochaczewski

  - obwód stanisławowski, od 6 lipca 1816 z siedzibą w Mińsku
    - powiat siennicki
    - powiat stanisławowski

  - obwód warszawski
    - powiat błoński
    - powiat czerski
    - powiat warszawski
- województwo płockie – 6 obwodów, 6 powiatów
  - obwód lipnowski
    - powiat lipnowski

  - obwód mławski
    - powiat mławski

  - obwód ostrołęcki
    - powiat ostrołęcki

  - obwód płocki
    - powiat płocki

  - obwód pułtuski
    - powiat pułtuski

  - obwód przasnyski
    - powiat przasnyski
- województwo podlaskie ze stolicą w Siedlcach – 4 obwody, 9 powiatów
  - obwód bialski
    - powiat bialski
    - powiat łosicki

  - obwód łukowski
    - powiat łukowski
    - powiat garwoliński
    - powiat żelechowski

  - obwód radzyński
    - powiat radzyński
    - powiat włodawski

  - obwód siedlecki
    - powiat siedlecki
    - powiat węgrowski
- województwo sandomierskie ze stolicą w Radomiu – 4 obwody, 9 powiatów
  - obwód opatowski
    - powiat opatowski
    - powiat solecki

  - obwód opoczyński z siedzibą w Końskich, od 14 marca 1834 z siedzibą w Opocznie
    - powiat konecki
    - powiat opoczyński
    - powiat szydłowiecki

  - obwód radomski
    - powiat kozienicki
    - powiat radomski

  - obwód sandomierski
    - powiat sandomierski
    - powiat staszowski

Powyższy podział utrzymał się do 31 grudnia 1844, z tym że w 1837 województwa przemianowano na gubernie, w 1842 obwody na powiaty, a dotychczasowe powiaty na okręgi. Ponadto w 1841 gubernia krakowska ze stolicą w Kielcach została przemianowana na gubernię kielecką.

## Podział administracyjny z 1845
W dniu 1 stycznia 1845 roku na mocy ukazu z 21 sierpnia 1844 zaczął obowiązywać nowy podział administracyjny kraju. Z dotychczasowych 8 stworzono 5 nowych guberni. Granice powiatów (odpowiadające z małymi zmianami granicom utworzonych w 1816 roku obwodów) i granice okręgów (odpowiadające z małymi zmianami granicom utworzonych w 1796 roku na terenie Prus Południowych i Nowowschodnich oraz w 1810 na terenach Nowej Galicji włączonych do Księstwa Warszawskiego powiatów) nie uległy zmianie.
- gubernia augustowska – 5 powiatów
  - powiat augustowski
  - powiat kalwaryjski
  - powiat łomżyński
  - powiat mariampolski
  - powiat sejneński
- gubernia płocka – 6 powiatów
  - powiat lipnowski
  - powiat mławski
  - powiat ostrołęcki
  - powiat płocki
  - powiat pułtuski
  - powiat przasnyski
- gubernia warszawska – 12 powiatów
  - powiat gostyniński
  - powiat kaliski
  - powiat koniński
  - powiat kujawski
  - powiat łęczycki
  - powiat rawski
  - powiat sieradzki
  - powiat sochaczewski
  - powiat stanisławowski
  - powiat piotrkowski
  - powiat warszawski
  - powiat wieluński
- gubernia radomska – 8 powiatów
  - powiat kielecki
  - powiat miechowski
  - powiat olkuski
  - powiat opatowski
  - powiat opoczyński
  - powiat radomski
  - powiat sandomierski
  - powiat stopnicki
- gubernia lubelska – 8 powiatów
  - powiat bialski
  - powiat hrubieszkowski
  - powiat krasnostawski
  - powiat lubelski
  - powiat łukowski
  - powiat radzyński
  - powiat siedlecki
  - powiat zamojski

19 stycznia 1849 roku dokonano istotnych zmian granic powiatów. Z powiatu rawskiego do łowickiego (de iure sochaczewskiego z siedzibą w Łowiczu) przeniesiono miasta Sobotę i Bielawy oraz 54 wsi, z powiatu gostynińskiego do łowickiego miasto Iłów oraz 84 wsi, z powiatu rawskiego do łęczyckiego 12 wsi.

## Podział administracyjny z 1867
W dniu 1 stycznia 1867 roku na podstawie ustawy z 31 grudnia 1866 wprowadzono nowy podział administracyjny na 10 guberni. Stworzono też nową sieć powiatów, których granice w znacznej mierze przetrwały aż do reformy z 1975 roku likwidującej powiaty.
- gubernia kaliska – 8 powiatów
  - powiat kaliski
  - powiat kolski
  - powiat koniński
  - powiat łęczycki
  - powiat sieradzki
  - powiat słupecki
  - powiat turecki
  - powiat wieluński
- gubernia kielecka – 7 powiatów
  - powiat jędrzejowski
  - powiat kielecki
  - powiat miechowski
  - powiat olkuski
  - powiat pińczowski
  - powiat stopnicki
  - powiat włoszczowski
- gubernia lubelska – 10 powiatów
  - powiat biłgorajski
  - powiat chełmski
  - powiat hrubieszowski
  - powiat janowski
  - powiat krasnostawski
  - powiat lubelski
  - powiat lubartowski
  - powiat nowoaleksandryjski
  - powiat tomaszowski
  - powiat zamojski
- gubernia łomżyńska – 8 powiatów
  - powiat kolneński
  - powiat łomżyński
  - powiat makowski
  - powiat mazowiecki
  - powiat ostrołęcki
  - powiat ostrowski
  - powiat pułtuski
  - powiat szczuczyński
- gubernia piotrkowska – 8 powiatów
  - powiat będziński
  - powiat brzeziński
  - powiat częstochowski
  - powiat łaski
  - powiat łódzki
  - powiat radomski, od Radomska (przemianowany w 1867 na noworadomski)
  - powiat piotrkowski
  - powiat rawski
- gubernia płocka – 8 powiatów
  - powiat ciechanowski
  - powiat lipnowski
  - powiat mławski
  - powiat płocki
  - powiat płoński
  - powiat przasnyski
  - powiat rypiński
  - powiat sierpecki
- gubernia radomska – 7 powiatów
  - powiat iłżecki
  - powiat konecki
  - powiat kozienicki
  - powiat opatowski
  - powiat opoczyński
  - powiat radomski
  - powiat sandomierski
- gubernia siedlecka – 9 powiatów
  - powiat bialski
  - powiat garwoliński
  - powiat konstantynowski
  - powiat łukowski
  - powiat radzyński
  - powiat siedlecki
  - powiat sokołowski
  - powiat węgrowski
  - powiat włodawski
- gubernia suwalska – 7 powiatów
  - powiat augustowski
  - powiat kalwaryjski
  - powiat mariampolski
  - powiat sejneński
  - powiat suwalski
  - powiat władysławowski
  - powiat wołkowyski
- gubernia warszawska – 13 powiatów
  - powiat gostyniński
  - powiat górno-kalwaryjski (do 1879, włączony do grójeckiego)
  - powiat grodziski (przemianowany w 1869 na błoński)
  - powiat grójecki
  - powiat kutnowski
  - powiat łowicki
  - powiat miński (od 10 sierpnia 1868 nowomiński)
  - powiat radziejowski (przemianowany w 1871 na nieszawski)
  - powiat radzymiński
  - powiat skierniewicki
  - powiat sochaczewski
  - powiat warszawski
  - powiat włocławski

Powyższy podział utrzymał się w znacznej mierze aż do końca istnienia Królestwa Kongresowego. W 1867 roku przemianowano powiat radomski (radomszczański) na noworadomski, w 1868 powiat miński na nowomiński, w 1869 roku powiat grodziski na błoński, a w 1871 roku powiat radziejowski na nieszawski. W 1879 zlikwidowano powiat górno-kalwaryjski włączając go do powiatu grójeckiego, w 1893 roku powiększono gubernię warszawską o powiat płoński kosztem guberni płockiej i o powiat pułtuski kosztem guberni łomżyńskiej. Ponadto w 1912 roku zlikwidowano gubernię siedlecką, wcielając jej część do guberni lubelskiej i guberni łomżyńskiej. Z pozostałej części guberni siedleckiej i części guberni lubelskiej stworzono nową gubernię chełmską, którą w 1915 roku formalnie wydzielono z Królestwa Kongresowego i wcielono do generał-gubernatorstwa kijowskiego. W praktyce z powodu okupacji Królestwa Kongresowego przez państwa centralne decyzja nie weszła w życie.

## Podział administracyjny z 1907
Podział ten odpowiada stanowi z lat 1893–1912.
W tabeli zastosowano oryginalne nazewnictwo i pisownię.
| Powiat               |  | Miasto powiatowe | Inne miejscowości |
| -------------------- |  | ---------------- | --- |
| Gubernia kaliska     |  |                  | |
| kaliski              |  | Kalisz           | Błaszki • Chocz • Iwanowice • Koźminek • Opatówek • Staw • Stawiszyn                                                      |
| kolski               |  | Koło             | Babiak • Brdów • Brudzew • Dąbie • Grzegorzew • Izbica • Kłodawa • Sompolno                                               |
| koniński             |  | Konin            | Golina • Rychwał • Ślesin • Tuliszków • Władysławów                                                                       |
| łęczycki             |  | Łęczyca          | Grabów • Ozorków • Piątek • Poddębice                                                                                     |
| sieradzki            |  | Sieradz          | Burzenin • Szadek • Warta • Zduńska Wola • Złoczew                                                                        |
| słupecki             |  | Słupca           | Lądek • Kazimierz • Kleczew • Pyzdry • Skulsk • Wilczyn • Zagórów                                                         |
| turecki              |  | Turek            | Dobra • Uniejów |
| wieluński            |  | Wieluń           | Bolesławiec • Działoszyn • Lututów • Praszka • Wieruszów                                                                  |
| Gubernia kielecka    |  |                  | |
| jędrzejowski         |  | Jędrzejów        | Małogoszcz • Oksa • Sobków • Wodzisław                                                                                    |
| kielecki             |  | Kielce           | Bodzentyn • Chęciny • Daleszyce • Słupia Nowa (do 1887 w opatowskim, gub. radomska)                                       |
| miechowski           |  | Miechów          | Brzesko Nowe • Książ Wielki • Proszowice • Słomniki                                                                       |
| olkuski              |  | Olkusz           | Ogrodzieniec • Pilica • Skała • Sławków • Wolbrom • Żarnowiec                                                             |
| pińczowski           |  | Pińczów          | Działoszyce • Koszyce • Opatowiec • Skalbmierz • Wiślica                                                                  |
| stopnicki            |  | Stopnica         | Busk • Chmielnik • Korczyn Nowy • Kurozwęki • Oleśnica • Pacanów • Pierzchnica • Szydłów                                  |
| włoszczowski         |  | Włoszczowa       | Kurzelów • Lelów • Secemin • Szczekociny                                                                                  |
| Gubernia lubelska    |  |                  | |
| biłgorajski          |  | Biłgoraj         | Józefów • Krzeszów • Tarnogród                                                                                            |
| chełmski             |  | Chełm            | Pawłów • Puchaczów • Rejowiec • Sawin • Wojsławice                                                                        |
| hrubieszowski        |  | Hrubieszów       | Dubienka • Grabowiec • Horodło • Kryłów • Uchanie                                                                         |
| janowski             |  | Janów            | Annopol • Kraśnik • Modliborzyce • Urzędów • Zaklików                                                                     |
| krasnostawski        |  | Krasnystaw       | Gorzków • Izbica • Tarnogóra • Turobin • Żółkiewka                                                                        |
| lubartowski          |  | Lubartów         | Czemierniki • Firlej • Kamionka • Łęczna • Michów                                                                         |
| lubelski             |  | Lublin           | Bełżyce • Biskupice • Bychawa • Chodel • Głusk • Krzczonów • Piaski                                                       |
| nowoaleksandryjski   |  | Nowa Aleksandria | Baranów • Irena • Józefów • Kazimierz • Końskowola • Kurów • Markuszów • Opole • Wąwolnica • Wrzelowiec                   |
| tomaszowski          |  | Tomaszów         | Jarczów • Komarów • Łaszczów • Tyszowce                                                                                   |
| zamojski             |  | Zamość           | Frampol • Goraj • Krasnobród • Szczebrzeszyn                                                                              |
| Gubernia łomżyńska   |  |                  | |
| kolneński            |  | Kolno            | Jedwabno • Stawiski |
| łomżyński            |  | Łomża            | Nowogród • Śniadowo • Wizna • Zambrów                                                                                     |
| makowski             |  | Maków            | Krasnosielc • Różan |
| mazowiecki           |  | Mazowieck        | Ciechanowiec • Sokoły • Tykocin                                                                                           |
| ostrołęcki           |  | Ostrołęka        | Myszyniec |
| ostrowski            |  | Ostrów           | Andrzejów • Brok • Czyżew • Nur                                                                                           |
| szczuczyński         |  | Szczuczyn        | Grajewo • Radziłów • Rajgród • Wąsosz                                                                                     |
| Gubernia piotrkowska |  |                  | |
| będziński            |  | Będzin           | Czeladź • Koziegłowy • Kromołów (do 1890 w olkuskim, gub. kielecka) • Modrzejów • Mrzygłód • Siewierz • Włodowice • Żarki |
| brzeziński           |  | Brzeziny         | Będków • Głowno • Jeżów • Stryków • Ujazd • Tomaszów                                                                      |
| częstochowski        |  | Częstochowa      | Janów • Kłobuck • Krzepice • Mstów • Olsztyn • Przyrów                                                                    |
| łaski                |  | Łask             | Lutomiersk • Pabianice • Szczerców • Widawa • Zelów                                                                       |
| łódzki               |  | Łódź             | Aleksandrów • Kazimierz • Konstantynów • Rzgów • Tuszyn • Zgierz                                                          |
| noworadomski         |  | Noworadomsk      | Brzeźnica • Koniecpol • Pajęczno • Pławno                                                                                 |
| piotrkowski          |  | Piotrków         | Bełchatów • Grocholice • Kamieńsk • Sulejów • Rozprza • Wolbórz                                                           |
| rawski               |  | Rawa             | Biała • Inowłódz • Nowe Miasto                                                                                            |
| Gubernia płocka      |  |                  | |
| ciechanowski         |  | Ciechanów        | Sońsk |
| lipnowski            |  | Lipno            | Bobrowniki • Dobrzyń • Kikół • Skempe                                                                                     |
| mławski              |  | Mława            | Kuczbork • Radzanów • Szreńsk                                                                                             |
| płocki               |  | Płock            | Bielsk • Bodzanów • Drobin • Wyszogród                                                                                    |
| przasnyski           |  | Przasnysz        | Chorzele • Janów |
| rypiński             |  | Rypin            | Dobrzyń • Skrwilno |
| sierpecki            |  | Sierpc           | Bieżuń • Raciąż • Żuromin                                                                                                 |
| Gubernia radomska    |  |                  | |
| iłżecki              |  | Iłża             | Ciepielów • Grabowiec • Kazanów • Lipsko • Sienno • Solec • Tarłów • Wąchock • Wierzbnik                                  |
| koński               |  | Końskie          | Fałków • Gowarczów • Odrowąż • Przedbórz • Radoszyce • Szydłowiec                                                         |
| kozienicki           |  | Kozienice        | Głowaczów • Gniewoszów • Granica • Janowiec • Magnuszew • Ryczywół • Sieciechów • Zwoleń                                  |
| opatowski            |  | Opatów           | Ćmielów • Denków • Gliniany • Iwaniska • Kunów • Lasocin • Łagów • Ostrowiec • Ożarów • Raków • Waśniów                   |
| opoczyński           |  | Opoczno          | Białaczów • Drzewica • Gielniów • Klwów • Odrzywół • Przysucha • Skrzynno • Żarnów                                        |
| radomski             |  | Radom            | Białobrzegi • Jastrząb • Jedlińsk • Przytyk • Skaryszew • Wierzbica • Wolanów • Wyśmierzyce                               |
| sandomierski         |  | Sandomierz       | Bogoria • Klimontów • Koprzywnica • Osiek • Połaniec • Staszów • Zawichost                                                |
| Gubernia siedlecka   |  |                  | |
| bialski              |  | Biała            | Kodeń • Łomazy • Piszczac • Rossosz • Sławatycze • Terespol                                                               |
| garwoliński          |  | Garwolin         | Łaskarzew • Maciejowice • Osieck • Parysów • Stężyca • Żelechów                                                           |
| konstantynowski      |  | Janów            | Konstantynów • Łosice • Sarnaki                                                                                           |
| łukowski             |  | Łuków            | Adamów • Kock • Łysobyki • Serokomla • Stoczek                                                                            |
| radzyński            |  | Radzyń           | Międzyrzec • Wohyń |
| siedlecki            |  | Siedlce          | Mokobody • Mordy • Wodynie                                                                                                |
| sokołowski           |  | Sokołów          | Kossów • Sterdyń |
| węgrowski            |  | Węgrów           | Liw • Łochów • Miedzna |
| włodawski            |  | Włodawa          | Horodyszcze • Orchówek • Ostrów • Parczów • Wisznice                                                                      |
| Gubernia suwalska    |  |                  | |
| augustowski          |  | Augustów         | Lipsk • Raczki • Sopoćkinie                                                                                               |
| kalwaryjski          |  | Kalwarya         | Ludwinowo • Olita • Simno                                                                                                 |
| maryampolski         |  | Maryampol        | Balwierzyszki • Pilwiszki • Poniemoń • Preny • Sapieżyszki                                                                |
| sejneński            |  | Sejny            | Kopciowo • Łoździeje • Sereje                                                                                             |
| suwalski             |  | Suwałki          | Bakałarzewo • Filipowo • Przerośl • Wiżajny                                                                               |
| władysławowski       |  | Władysławów      | Sudargi • Szaki |
| wyłkowyski           |  | Wyłkowyszki      | Wierzbołowo • Wysztyniec                                                                                                  |
| Gubernia warszawska  |  |                  | |
| błoński              |  | Błonie           | Grodzisk Mazowiecki • Mszczonów • Nadarzyn • Żyrardów                                                                     |
| gostyński            |  | Gostynin         | Gombin • Kiernozia • Osmolin                                                                                              |
| grójecki             |  | Grójec           | Błędów • Czersk • Goszczyn • Góra Kalwarya • Mogielnica • Przybyszew • Tarczyn • Warka                                    |
| kutnowski            |  | Kutno            | Dąbrowice • Krośniewice • Żychlin                                                                                         |
| łowicki              |  | Łowicz           | Bielawy • Bolimów • Sobota                                                                                                |
| nieszawski           |  | Nieszawa         | Osięciny • Piotrkowo • Raciążek • Radziejów • Służewo                                                                     |
| nowomiński           |  | Nowomińsk        | Cegłów • Kałuszyn • Karczew • Kołbiel • Latowicz • Siennica • Stanisławów                                                 |
| płoński              |  | Płońsk           | Czerwińsk • Nowe Miasto • Sochocin • Zakroczym                                                                            |
| pułtuski             |  | Pułtusk          | Nasielsk • Serock • Wyszków                                                                                               |
| radzymiński          |  | Radzymin         | Dobre • Jadów • Kamieńczyk                                                                                                |
| skierniewicki        |  | Skierniewice     | Kowiesy • Słupia |
| sochaczewski         |  | Sochaczew        | Głusk • Iłów |
| warszawski           |  | Warszawa         | Nowogieorgiewsk • Nowy Dwór • Okoniew • Piaseczno                                                                         |
| włocławski           |  | Włocławek        | Brześć Kujawski • Chodecz • Kowal • Lubień • Lubraniec • Przedecz                                                         |

## Reforma z 1912
Na mocy ustawy z 6 lipca 1912 r. zlikwidowano gubernię siedlecką i utworzono nową gubernię chełmską. Na skutek likwidacji guberni siedleckiej przydzielono:
- do guberni łomżyńskiej – powiat węgrowski
- do guberni lubelskiej – powiaty garwoliński, łukowski, siedlecki, sokołowski, część radzyńskiego z Radzyniem oraz fragmenty konstantynowskiego i włodawskiego
- do guberni chełmskiej – powiaty:
  - bielski
  - część konstantynowskiego (gminy Hołowczyce, Kornica, Łosice, Czuchleby, Olszanka, Bohukały, Witulin, Huszlew, Zakanale, Pawłów, Rokitno, Swory oraz osada Janów)
  - część włodawskiego (wsie Bednarzówka, Białka, Uhnin i Chmielów z gminy Dębowa Kłoda; gmina Ostrów (Lubelski); wsie Babianka, Kolechowice i Tyśmienica z gminy Tyśmienica; gminy Uścimów, Wola Wereszczyńska, Włodawa, Wyryki, Hańsk, Horodyszcze, Krzywowierzba, Opole, Romanów, Sobibór, Turno i miasto Włodawa)
  - fragment radzyńskiego (gminy Tłuściec, Zahajki, Szóstka; wsie Kolembrody i Żelizna z gminy Żelizna; gminy Brzozowy Kąt, Jabłoń, Żerocin).

Ponadto z guberni lubelskiej włączono
- do guberni chełmskiej – powiaty:
  - hrubieszowski
  - tomaszowski
  - znaczną część chełmskiego (gminy Cyców, Siedliszcze, Pawłów, Bukowa, Wojsławice, Żmudź, Krzywiczki, Olchowiec, Rakołupy, Rejowiec, Świerże, Staw, Turka oraz miasto Chełm)
  - znaczną część zamojskiego (wsie Wiszenki, Zabytów, Monastyrek z gminy Stary Zamość; gminy Wysokie, Szczebrzeszyn; wsie Wólka Czarnostocka, Dzielce, Radecznica, klasztor Radecznicki, Trzęsiny i Czarnystok z gminy Radecznica; wieś Rozłopy z gminy Sułów; gmina Zamość z wyjątkiem wsi Żdanów; wsie Białowola, Wólka Wieprzecka i Lipsko z gminy Mokre; gmina Zwierzyniec; wsie Lipowiec, Sochy, Tereszpol i Szozdy z gminy Tereszpol; gminy Krasnobród, Łabunie, Skierbieszów, Suchowola i miasto Zamość)
  - znaczną część biłgorajskiego (miasto Biłgoraj; wsie Puszcza Solska, Rożnówka, Bojary i Dyle z gminy Puszcza Solska; wsie Dereźnia Solska, Dereźnia Zagrody, Łazory, Majdan Stary, Majdan Nowy, Rogale, Ruda Solska, Sól i Smólsko z gminy Sól; wsie Harasiuki i Ryczki z gminy Huta Krzeszowska; gminy Krzeszów, Babice, Biszcza, Wola Różaniecka, Górny Potok, Księżpol, Łukowa i Majdan Sopocki)
  - fragmenty lubartowskiego (wsie Dratów, Kaniwola, Kobyłki, Ludwin i Szczecin z gminy Ludwin)
  - fragmenty krasnostawskiego (wsie Dobryniów, Łopiennik Ruski (Dolny) i Stężyca z gminy Łopiennik; wsie Bzite, Wincentów, Krupiec, Krupe, Zagroda, Kostunin, Żdżanne i Wierzchowiny z gminy Rudka; wsie Kraśniczyn Aleksandrowski, Anielpol, Brzeziny, Bończa, Wólka Kraśniczyńska, Drewniki, Zalesie, Kraśniczyn, Olszanka i Stara Wieś z gminy Czajki).

Na obszarze dawnej guberni siedleckiej i lubelskiej ustalił się następujący podział administracyjny z zachowaniem dotychczasowej ilości i nazw powiatów:
- gubernia lubelska – 10 powiatów
  - powiat janowski
  - powiat krasnostawski
  - powiat lubartowski
  - powiat lubelski
  - powiat nowoaleksandryjski
  - powiat garwoliński
  - powiat łukowski
  - powiat radzyński
  - powiat siedlecki
  - powiat sokołowski
- gubernia chełmska – 8 powiatów
  - powiat bialski
  - powiat konstantynowski
  - powiat włodawski
  - powiat hrubieszowski
  - powiat tomaszowski
  - powiat chełmski
  - powiat zamojski
  - powiat biłgorajski
- gubernia łomżyńska
  - powiat węgrowski

## Podział administracyjny z 1915
Generalne Gubernatorstwo Warszawskie
1. powiat warszawski miejski (od 22 stycznia 1916)

2. powiat warszawski ziemski

3. powiat łódzki miejski (od 22 stycznia 1916)

4. powiat łódzki ziemski (od 23 lutego 1916 powiększony o powiaty łaski i brzeziński)

5. powiat będziński (z siedzibą w Sosnowcu)

6. powiat częstochowski

7. powiat wieluński

8. powiat sieradzki

9. powiat kaliski (od 23 lutego 1916 powiększony o powiat turecki)

10. powiat koniński (od 23 lutego 1916 powiększony o powiat słupecki)

11. powiat kolski

12. powiat łęczycki

13. powiat włocławski (od 23 lutego 1916 powiększony o powiat nieszawski)

14. powiat kutnowski (od 23 lutego 1916 powiększony o powiat gostyniński)

15. powiat lipnowski (od 23 lutego 1916 powiększony o powiat rypiński)

16. powiat płocki (od 23 lutego 1916 powiększony o powiaty płoński i sierpecki)

17. powiat mławski (od 22 marca 1916 powiększony o powiat ciechanowski, a od 29 lipca 1916 o powiat przasnyski)

18. powiat pułtuski (od 22 marca 1916 powiększony o powiat makowski)

19. powiat łowicki (od 23 lutego 1916 powiększony o powiat sochaczewski)

20. powiat skierniewicki

21. powiat rawski

22. powiat błoński

23. powiat grójecki

24. powiat miński (od 22 marca 1916 powiększony o powiat radzymiński)

25. powiat garwoliński

26. powiat łukowski

27. powiat siedlecki

28. powiat sokołowski (od 22 marca 1916 powiększony o powiat węgrowski)

29. powiat łomżyński (od 22 marca 1916 powiększony o powiaty kolneński i wysokomazowiecki)

30. powiat ostrowski

31. powiat ostrołęcki

32. powiat szczuczyński (od 1 marca 1918 z siedzibą w Grajewie)
Generalne Gubernatorstwo Lubelskie
1. powiat biłgorajski

2. powiat buski (dawniej stopnicki)

3. powiat chełmski

4. powiat dąbrowski (z części powiatu będzińskiego)

5. powiat hrubieszowski

6. powiat janowski

7. powiat jędrzejowski

8. powiat kielecki

9. powiat konecki

10. powiat kozienicki

11. powiat krasnostawski

12. powiat lubartowski 

13. powiat lubelski

14. powiat miechowski

15. powiat olkuski

16. powiat opatowski

17. powiat opoczyński

18. powiat pińczowski

19. powiat piotrkowski

20. powiat puławski

21. powiat radomski

22. powiat radomszczański

23. powiat sandomierski

24. powiat tomaszowski

25. powiat wierzbnicki (dawniej iłżecki)

26. powiat włoszczowski

27. powiat zamojski

28. powiat lubelski miejski (od 17 września 1917)
Dodatkowo enklawę stanowiła Jasna Góra w Częstochowie.